# Atheta baringiana
Atheta baringiana är en skalbaggsart som beskrevs av Max Bernhauer 1907. Atheta baringiana ingår i släktet Atheta och familjen kortvingar. Inga underarter finns listade i Catalogue of Life.